# أتيا وبابا
أتيا وبابا (بالإنجليزية: Atea Papa)‏ في أساطير بولينيزيا هما السماء والأرض، وقد أصبحا إلهين بعد ذلك. وفي إحدى الأساطير أنهما دخلا في عناق جنسي قوي حتى أن أحدا من أبنائهم لم يستطع فكهما. وأخيرا، تآمر الأبناء على قتل الوالدين (الأب والأم) غير أن أحد الأبناء واسمه تین Tane اقترح أن يقوم بفصل الوالدين تماما، وبعد أن نجح في ذلك تشكلت السماء منفصلة والأرض منفصلة.